# Luzenac AP
Luzenac Ariège Pyrénées, kortweg Luzenac AP is een Franse voetbalclub uit Luzenac.

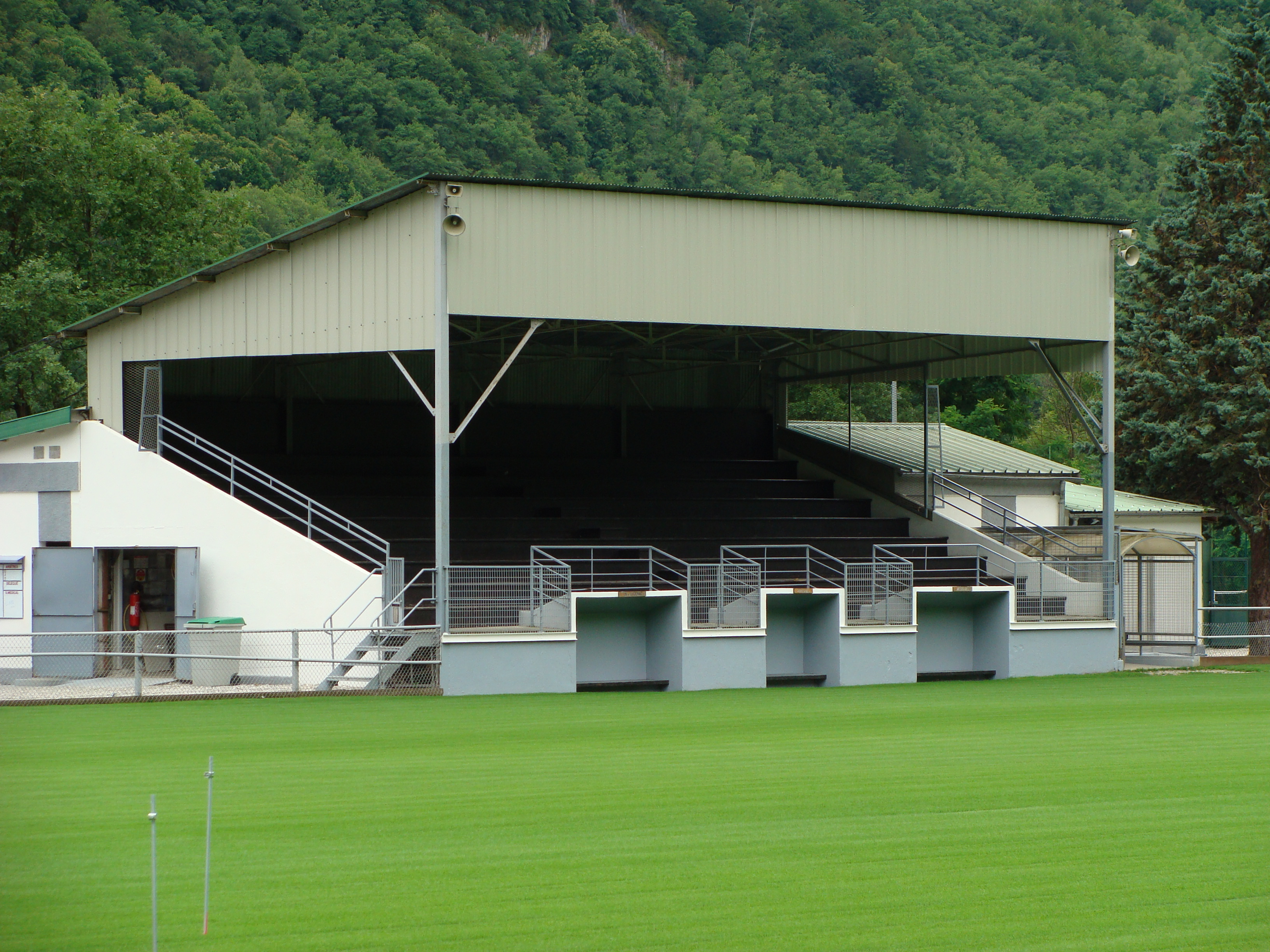
De hoofdtribune van het stadion van Luzenac.

## Geschiedenis
De club werd in 1936 opgericht als Union Sportive des Talcs de Luzenac. Talcs verwijst naar het mineraal talk, dat veelvuldig aanwezig is in de regio. In 1992 nam de club de naam Union Sportive de Luzenac aan. De club speelde lange tijd in de DH Midi Pyrénées, een regionale klasse en promoveerde in 1978 voor het eerst naar de nationale reeksen, toen de Division 4. Na twee seizoenen werd de club kampioen en promoveerde zo naar de Division 3 en werd daar laatste. De club werd nu een liftploeg tussen de vierde en vijfde klasse de volgende jaren en zakte dan weer terug naar het regionale niveau tot 2000. De volgende seizoenen ging de club op en neer tussen de CFA en CFA 2 tot de club kampioen werd in 2009 en zo promoveerde naar de Championnat National. De club speelde voor het eerst sinds 1980 terug op het derde niveau en begon uitstekend aan de competitie met vier gewonnen wedstrijden op vijf. In 2012 werd de naam Luzenac Ariège Pyrénées. 
In 2014 promoveerde de club naar de Ligue 2. De club kreeg vanwege financiële problemen, omdat het eigen stadion niet voldoet aan de eisen voor profvoetbal en er gepoogd werd om het Stade Ernest-Wallon in Toulouse te gaan gebruiken, echter geen licentie van de bond en wees, na meerdere beroepszaken, een voorstel af om in de CFA 2 te gaan spelen. Op 10 september verloor de club haar proflicentie en alle spelers werden contractvrij. Via het tweede team wordt in de Division d'honneur (zevende niveau) een doorstart gemaakt in het amateurvoetbal. In 2017 promoveerde de club naar de Championnat National 3, de nieuwe naam voor de CFA2, maar kon daar het behoud niet verzekeren. 